# Путаансуу, Томи
Томи Путаансуу (фин. Tomi Petteri Putaansuu, также известен как Мистер Лорди, англ. Mr. Lordi; род. 15 февраля 1974, Рованиеми) — финский музыкант, основатель и лидер хеви-метал/рок-группы Lordi и автор большинства её песен. Также он сам разрабатывает костюмы для участников группы. Он изучал кинорежиссуру в Торнио и пока обучался там, снял свой первый видеоклип. Его группа победила на Евровидении 2006, набрав рекордное число баллов, которое было побито лишь на Евровидении 2009.

## Биография
Родился и вырос в Рованиеми. В детстве Путаансуу интересовался монстрами и спецэффектами, в основном в фильмах ужасов. Он был страстным поклонником «Маппет-шоу» и фильма «Инопланетянин» и вскоре его друг Ристо Ниеми ввёл его в мир хеви-метала.
Всегда интересуясь масками и визуальными постановками, он проявил особый интерес к творчеству Элиса Купера, Kiss и Twisted Sister. Со своими друзьями он образовывал множество вымышленных групп и для всех них разрабатывал логотипы и обложки дисков.
Имея в школе невысокую успеваемость, за исключением музыки и рисования, с друзьями они начали снимать собственные фильмы ужасов. Как режиссёр фильма и постановщик эффектов с молодым клипмейкером Питом Риске (бывшим режиссёром Lordi), Петри Кангасом и Киммо Валтаненом (бывшим исполнительным директором BMG в Финляндии) и Томи Юли-Суванто, Путаансуу получил много наград и представлял Финляндию на международных кинофестивалях. В одном из таких фильмов с монстрами под названием «Roikottaja» («Вешалка») персонаж монстра снят на основе образа самого Путаансуу.
Путаансуу основал Lordi в 1992 году в Рованиеми, когда ему было 18 лет. В 1993 году он спродюсировал первую демозапись «Napalm Market».
После получения неполного высшего образования, он стал специализироваться на видеомонтаже. В 1995 году он сделал первый видеоклип Lordi, семиминутный ролик «Инферно», комбинирующий фантастические ужасы и видеоклип хеви-метала. Видео снималось друзьями Путаансуу под сильным гримом и с декорациями в стиле ужасов, а сам Путаансуу пел без грима. Вскоре после этого он познакомился с членами своей будущей группы, это было во время поездки Kiss Army в Швецию, и Lordi превратилась в настоящую группу с четырьмя участниками: Mr. Lordi, G-Stealer, Enary и Amen.
Путаансуу работал над раскадровкой роликов для финских кинопродюсеров и свободное время занимался со своей группой, создавая альбом «Bend Over and Pray the Lord!», вышедший в 1999 году. Однако издателя альбома не удалось найти и диск так и не вышел. Затем он иллюстрировал комиксы о Lordi, опубликованные в Финляндии в 2006 году.
После 2002 года когда уже финская MBG выпустила альбом «Get Heavy», Путаансуу всё ещё отвечал за художественное оформление альбомов, персонажи коллектива, маски и большинство песен. Многие работы выставлены в
Рованиеми, в ресторане, частично принадлежащем Путаансуу.
На всех публичных фотографиях Путаансуу, где он выступает в качестве Mr. Lordi, его лицо скрыто маской и сценическим макияжем. Тем не менее, после победы на Евровидении, многие таблоиды опубликовали фотографии с его лицом, снятые ещё в 1990-х годах, когда он был председателем финского клуба фанатов Kiss Army.
За три недели до выступления Lordi на Евровидении, Mr. Lordi поскользнулся на сцене во время выступления группы в Хямеэнлинне, Финляндия. Группе пришлось отменить концерт и Путаансуу передвигался на костылях, но выступление на Евровидении не подвергалось опасности.
В начале августа 2006 в родном городе он женился на своей давней подруге и личной помощнице Johanna Askola. Супружество оформили ещё в мае 2006, но объявление о нём отложили в связи большим успехом Hard Rock Hallelujah.
В 2011 году Путаансуу участвовал в передаче «Kuorosota» (финская версия шоу «Битва хоров»), руководя своим хором Rock'n'Rollo и пригласив его на концерт группы в 2012 году. На Евровидении-2012 был глашатаем от Финляндии.
В ноябре 2014 года Томи Путаансуу и его жена Йоханна Аскола подали документы на развод. Причина развода неизвестна.
Вымышленная биография Mr.Lordi:
как и у других монстров в группе Lordi, мистер Лорди также имеет историю и появился в комиксах группы. Отец мистера Лорди был демоном с юга, а мать - гоблином с севера. Демоны вторглись в Лапландию и похитили гоблинов. Будучи смесью обоих, мистер Лорди получил от них сверхъестественные способности и на протяжении веков выступал в качестве различных исторических личностей, таких как Чингисхан и Влад Цепеш. После победы над демонами и гоблинами он стал известен как повелитель Лапландии. Одним из его увлечений после того, как он стал лордом Лапландии, было катание по небу на санях, которые носили олени-зомби.
```
Согласно одной из теорий, мистер Лорди веками искал центральную точку Земли, как и до «Братства Дракона» (eng. «brotherhood of the dragon»).  Калмагед Путешественник во времени рассказывает, что Mr.Lordi был интегрирован в магнитное поле Земли, благодаря чему он мог легко путешествовать между различными измерениями.
```

```
Mr.Lordi собрал других членов своей группы, чтобы встретиться со своими врагами в его многоплановой войне.
```

## Дискография

### Lordi
- 1993 — Napalm Market
- 1997 — Bend Over and Pray the Lord
- 2002 — Get Heavy
- 2004 — The Monsterican Dream
- 2005 — The Monster Show (Сведённый альбом из «Get Heavy» и «Monsterican Dream» для продажи в Великобритании)
- 2006 — The Arockalypse
- 2008 — Deadache
- 2009 — Zombilation - The Greatest Cuts
- 2010 — Babez For Breakfast
- 2012 — Scarchives vol. 1 (DVD содержит первое их шоу Get Heavy, а на CD самый первый альбом 1997 года "Bend Over And Pray The Lord")
- 2013 — To Beast or Not to Beast
- 2014 — Scare Force One
- 2016 — Monstereophonic – Theaterror vs. Demonarchy
- 2018 — Sexorcism
- 2020 — Killection
- 2021 — Lordiversity
- 2023 — Screem Writers Guild

### Прочие
- различные исполнители: Rockmurskaa (1995) — включая песню Инферно Lordi
- Grandevils: Grandevils (2005) — Mr. Lordi с двумя песнями
- Agnes Pihlava: When the Night Falls (2006) — includes Mr. Lordis wrote song «Danger in Love»
- Martti Servo & Napander: Täältä pesee! (2007) — Mr. Lordi с песней «BoogieWoogieReggaePartyRock´nRollMan»
- различные исполнители: Welcome to Hellsinki (сингл, 2007)
- Domination Black: Haunting (EP, 2008) — Mr. Lordi с песней «The House Of 1000 Eyes»
- 1827 Infernal Musical: 1827 Infernal Musical (CD, 2010) — includes Mr. Lordis written song «Devil’s crashing the party»
- Rockamania - Rockamania (2010) - дизайн обложки
- Naked Idol: Filthy Fairies (CD, 2013) — feat. Mr. Lordi